# 서울중앙성원
서울중앙성원(Seoul Central Masjid)은 1976년에 한국의 수도 서울의 이태원에 건설된 한국 최초의 이슬람 성원(모스크)이며, 서울특별시 용산구 우사단로10길 39(한남동)에 소재하고 있으며, 영어, 아랍어, 한국어로 예배를 올린다. 서울 지하철 6호선 이태원역 3번 출구와 가깝다.

## 찾아가는길
● 서울 지하철 6호선 이태원역
● 수도권 전철 경의·중앙선 한남역

## 같이 보기
- 한국의 이슬람교